# Fúlvio Miyata
Fúlvio Miyata (4 de mayo de 1977) es un deportista brasileño que compitió en judo.
Ganó una medalla en el Campeonato Mundial de Judo de 1997 y tres medallas en el Campeonato Panamericano de Judo entre los años 1996 y 1998.

## Palmarés internacional
| Campeonato Mundial      | Campeonato Mundial              | Campeonato Mundial | Campeonato Mundial |
| Año                     | Lugar                           | Medalla            | Categoría          |
| ----------------------- | ------------------------------- | ------------------ | ------------------ |
| 1997                    | París (Francia)                 | Medalla de bronce  | –60 kg             |
| Campeonato Panamericano |                                 |                    |                    |
| Año                     | Lugar                           | Medalla            | Categoría          |
| 1996                    | San Juan (Puerto Rico)          | Medalla de oro     | –56 kg             |
| 1997                    | Guadalajara (México)            | Medalla de bronce  | –60 kg             |
| 1998                    | Santo Domingo (Rep. Dominicana) | Medalla de oro     | –60 kg             |